# 16750 Marisandoz
16750 Marisandoz este un asteroid din centura principală de asteroizi.

## Descriere
16750 Marisandoz este un asteroid din centura principală de asteroizi. A fost descoperit pe 18 august 1996 la Lime Creek de Robert Linderholm. Asteroidul prezintă o orbită caracterizată de o semiaxă mare de 2,63 ua, o excentricitate de 0,17 și o înclinație de 4,8° în raport cu ecliptica.